# 竹根七属
竹根七属（学名：Disporopsis）是百合科下的一个属，为多年生草本植物。该属共有4种，分布于越南、老挝、泰国和中国长江流域及其以南地区。